# Cérences
Cérences is een gemeente in het Franse departement Manche (regio Normandië). De plaats maakt deel uit van het arrondissement Coutances. In de gemeente ligt het gesloten spoorwegstation Cérences. Cérences telde op 1 januari 2022 1.806 inwoners.

## Geografie
De oppervlakte van Cérences bedroeg op 1 januari 2022 26,04 vierkante kilometer; de bevolkingsdichtheid was toen 69,4 inwoners per km².

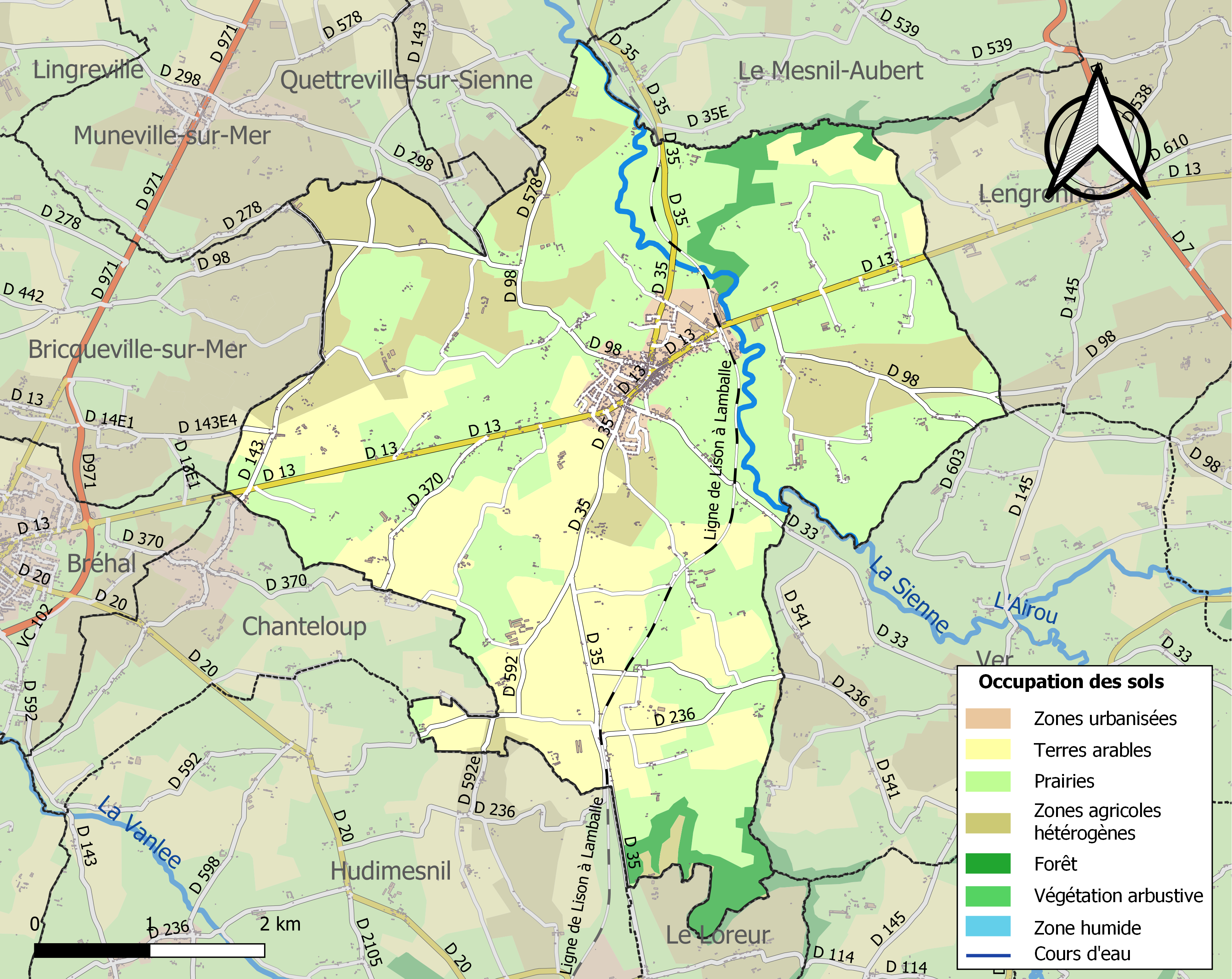
Kaart van de gemeente met de belangrijkste infrastructuur, bodemgebruik en omliggende gemeenten

## Demografie
Onderstaande figuur toont het verloop van het inwonertal (bron: INSEE-tellingen).